# Li Na (Fechterin)
Li Na (chinesisch 李娜, Pinyin Lǐ Nà; * 9. März 1981 in Dandong) ist eine chinesische Degen-Fechterin.
Schon im Jahr 2000 startete Li bei den Olympischen Spielen in Sydney, dort gewann sie mit dem Degenteam um Liang Qin und Yang Shaoqi die Bronzemedaille, die dritte Fecht-Olympiamedaille überhaupt für China. Im Einzel wurde Li Na dagegen 30. Bei den Spielen vier Jahre später nahm Li zum zweiten Mal teil, diesmal verpasste sie jedoch sowohl im Einzel als Neunte als auch im Team als Sechste eine Medaille. Die Fechtweltmeisterschaften 2006 in Turin endeten für Li gemeinsam mit den Mannschaftskameraden Luo Xiaojuan, Zhang Li und Zhong Weiping mit der Goldmedaille, nachdem sie das französische Team im Finale geschlagen hatten.
2007 in Nantong und 2008 in Bangkok wurde sie Asienmeisterin im Einzel.
Auch 2008 in Peking nahm Li Na, an Nummer vier gesetzt, erneut an Olympischen Spielen teil. Nachdem sie die Schweizerin Sophie Lamon sowie die Französin Laura Flessel-Colovic im Achtel- und Viertelfinale bezwungen hatte, scheiterte sie an der befreundeten Britta Heidemann im Halbfinale, obwohl sie bereits in Führung gegangen war. Auch das Gefecht um Bronze gegen Ildikó Mincza-Nébald verlor Li, sodass sie auch bei ihren dritten olympischen Spielen ohne Einzelmedaille blieb. 2008 gab es keinen Degen-Teamwettbewerb.
Bei den Weltmeisterschaften 2011 in Catania wurde Li Na zum ersten Mal Einzelweltmeisterin, hinzu kam eine Silbermedaille mit dem Team. Bei den Olympischen Spielen 2012 in London scheiterte sie im Einzel in der dritten Runde erneut an Britta Heidemann, dafür gelang ihr mit der Mannschaft der Olympiasieg.